# Numia lermia
Numia lermia är en fjärilsart som beskrevs av William Schaus 1901. Numia lermia ingår i släktet Numia och familjen mätare. Inga underarter finns listade i Catalogue of Life.